# Trachycephalus mambaiensis
A Trachycephalus mambaiensis a kétéltűek (Amphibia) osztályának békák (Anura) rendjébe és a levelibéka-félék (Hylidae) családjába tartozó faj.

## Előfordulása
A faj Brazília endemikus faja. A Gioás állam legkeletibb részén fekvő Mambaí községtől a Bahia állambeli Santa Maria da Vitóriáig és Minas Gerais állam északi és középső nyugati területeiig.